# Madagaskaruggla
Madagaskaruggla (Athene superciliaris) är en fågel i familjen ugglor inom ordningen ugglefåglar.

## Utseende och läte
Madagaskarugglan är en medelstor uggla. Den har ett runt brunaktigt huvud med tydliga vita ögonbryn, enfärgat brun ovansida med ett fåtal vita fläckar och vit undersida med bruna tvärband. Fågeln är mycket ljudlig, med två olika typer av läten, ofta tillsammans: dels ett stigande "wheooow" och dels en serie med nasala skall.

## Utbredning och systematik
Arten förekommer i skogar och halvtorra buskmarker på nordöstra, sydvästra och södra Madagaskar. Den behandlas som monotypisk, det vill säga att den inte delas in i några underarter.

### Släktestillhörighet
Tidigare placerades fågeln bland spökugglorna i släktet Ninox. DNA-studier visar dock att den snarare står nära minervaugglan i släktet Athene och förs allt oftare dit.

## Levnadssätt
Madagaskarugglan hittas i alla skogstyper på låga höjder. Den verkar dock saknas i stora delar av regnskogen på östra sidan av ön.

## Status och hot
Arten har ett stort utbredningsområde, men tros minska i antal, dock inte tillräckligt kraftigt för att den ska betraktas som hotad. Internationella naturvårdsunionen IUCN listar arten som livskraftig (LC).

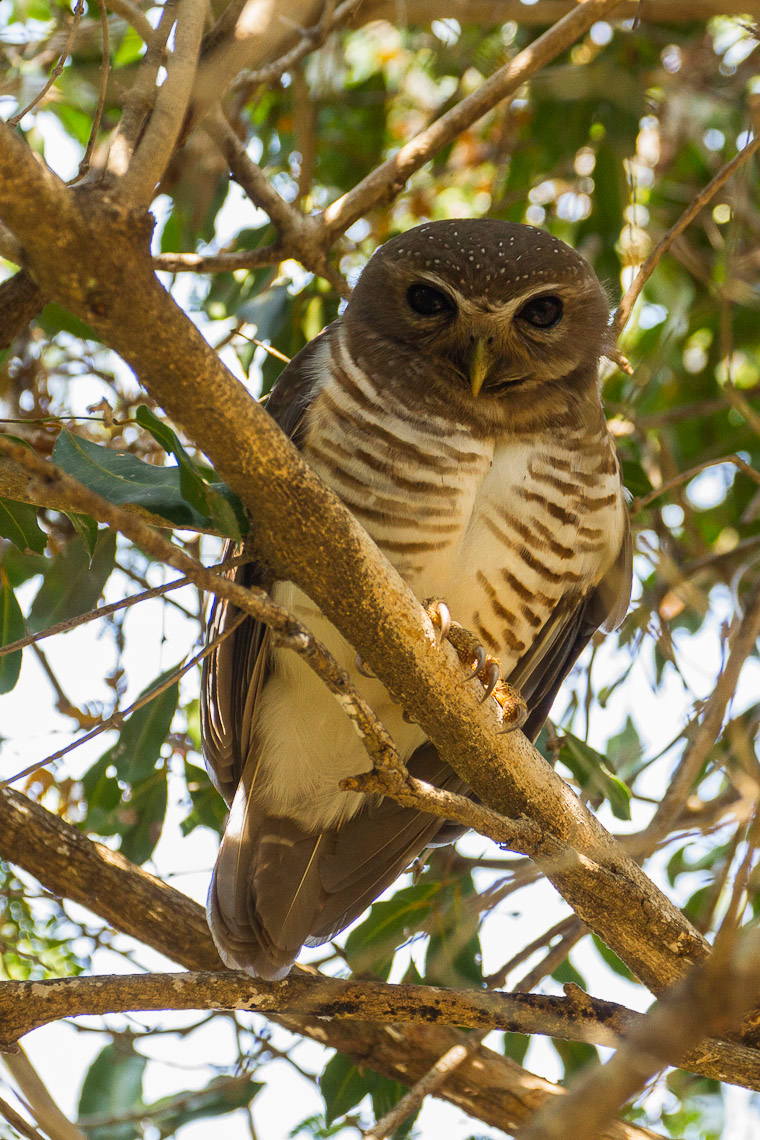